# Karanovo, Burgas
Karanovo (în bulgară Караново ) este un sat în Obștina Aitos, Regiunea Burgas, Bulgaria.

## Demografie
Componența etnică a satului Karanovo
     Bulgari (79,46%)
     Nicio identificare (19,55%)
     Altele (0,97%)
La recensământul din 2011, populația satului Karanovo era de 409 locuitori. Din punct de vedere etnic, majoritatea locuitorilor (79,46%) erau bulgari. Pentru 19,55% din locuitori nu este cunoscută apartenența etnică.